# Cratere Unkei

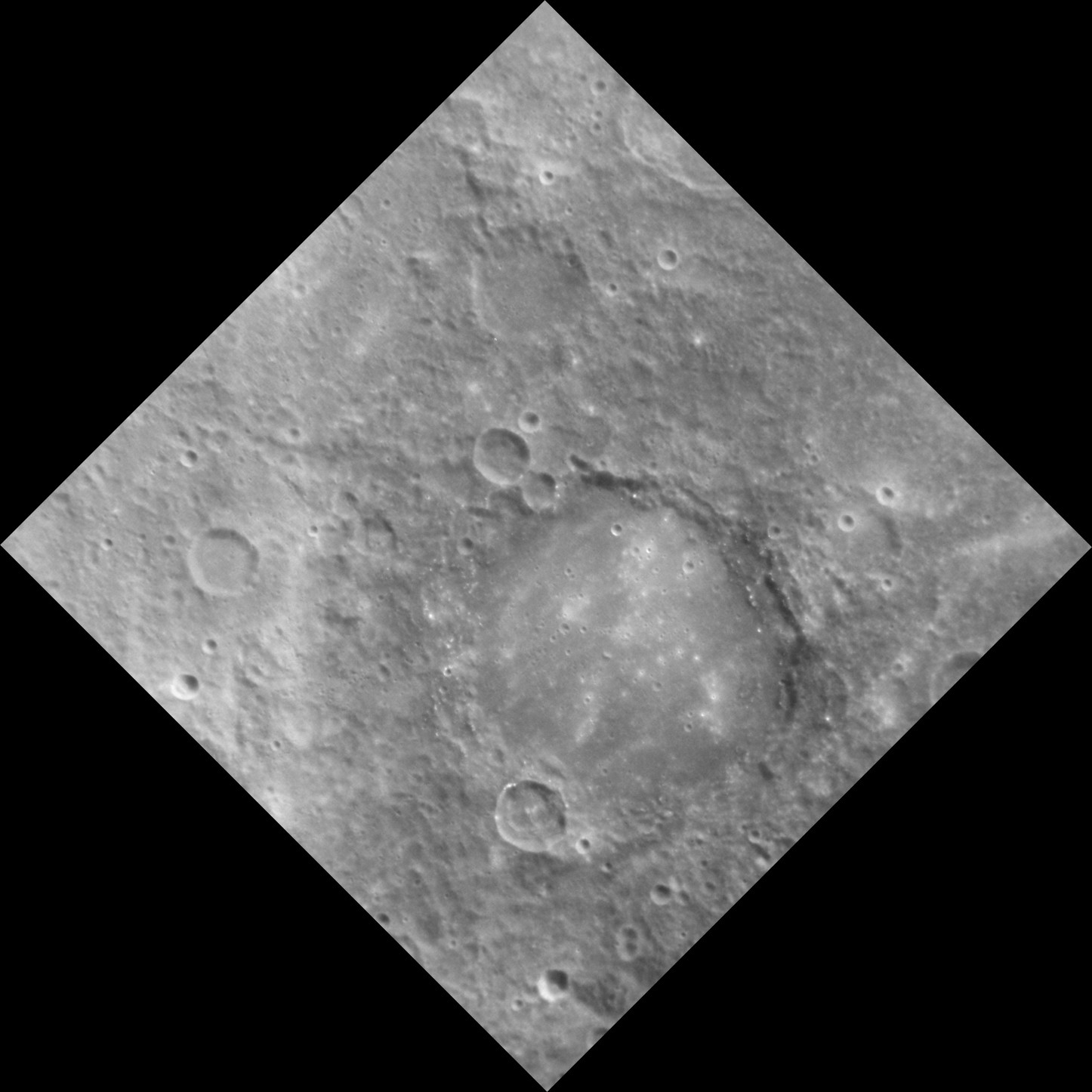
Immagine del cratere Unkei ruotata affinché il nord sia in alto

Unkei  è un cratere sulla superficie di Mercurio.